# Dark Internet Mail Environment
Dark Internet Mail Environment (DIME) é o código fonte para um padrão open-source de e-mail com criptografia de ponta a ponta disponibilizado no GitHub juntamente com um programa associado de servidor de e-mail por Ladar Levison, proprietário, desenvolvedor e operador do Lavabit. O DIME funciona em diferentes provedores de serviços de e-mail como o Lavabit.